# Рикаурте (Нариньо)
Рикаурте (исп. Ricaurte) — город и муниципалитет на юго-западе Колумбии, на территории департамента Нариньо. Входит в состав провинции Пьедемонте-Костеро.

## История
Поселение, из которого позднее вырос город, было основано Антонио Росеро 3 августа 1880 году. Муниципалитет Рикаурте был выделен в отдельную административную единицу в 1890 году.

## Географическое положение

Муниципалитет Рикаурте

Город расположен в южной части департамента, в горной местности Центральной Кордильеры, на расстоянии приблизительно 77 километров к западу от города Пасто, административного центра департамента. Абсолютная высота — 1560 метров над уровнем моря.
Муниципалитет Рикаурте граничит на северо-западе и западе с территорией муниципалитета Барбакоас, на северо-востоке — с муниципалитетами Саманьего и Сантакрус, на востоке — с муниципалитетом Мальяма, на юго-востоке — с муниципалитетом Кумбаль, на юго-западе — с территорией Эквадора. Площадь муниципалитета составляет 2422 км².

## Население
По данным Национального административного департамента статистики Колумбии, совокупная численность населения города и муниципалитета в 2015 году составляла 18 666 человек.
Динамика численности населения муниципалитета по годам:
| 2005   | 2006   | 2007   | 2008   | 2009   | 2010   | 2011   | 2012   | 2013   | 2014   | 2015   |
| ------ | ------ | ------ | ------ | ------ | ------ | ------ | ------ | ------ | ------ | ------ |
| 14 904 | 15 263 | 15 613 | 15 971 | 16 338 | 16 711 | 17 090 | 17 475 | 17 862 | 18 255 | 18 666 |

Согласно данным переписи 2005 года мужчины составляли 51,4 % от населения Рикаурте, женщины — соответственно 48,6 %. В расовом отношении индейцы составляли 72,2 % от населения города; белые и метисы — 26,8 %; негры, мулаты и райсальцы — 1 %.
Уровень грамотности среди всего населения составлял 60,4 %.

## Экономика
Основу экономики Рикаурте составляет сельское хозяйство.
50,9 % от общего числа городских и муниципальных предприятий составляют предприятия торговой сферы, 25,5 % — промышленные предприятия, 23,6 % — предприятия сферы обслуживания.

## Транспорт
Через город проходит национальное шоссе № 10 (исп. Ruta Nacional 10).